# TSV Havelse
Der TSV Havelse (offiziell: Turn- und Sportverein Havelse 1912 e. V.) ist ein Sportverein aus dem Garbsener Stadtteil Havelse in der Region Hannover. Der Verein entstand im Jahr 1912 und hat die Abteilungen Fußball, Tennis, Tischtennis, Ballett und Turnen. Die Vereinsfarben sind Rot und Weiß.
Bekannt wurde der TSV durch seine Fußballabteilung. Die erste Männermannschaft spielte in der Saison 1990/91 in der 2. Bundesliga und zwischen 2010 und 2021 in der viertklassigen Regionalliga Nord. Zur Saison 2021/22 stieg die Mannschaft in die 3. Liga auf, jedoch direkt wieder ab, sodass man seit 2022 erneut in der Regionalliga Nord an den Start ging. Zur Saison 2025/26 stieg der TSV erneut in die 3. Liga auf. Darüber hinaus gewann die Mannschaft 2012 und 2020 den Niedersachsenpokal.
Heimspielstätte des TSV Havelse ist das Wilhelm-Langrehr-Stadion mit einer Kapazität von 3500 Plätzen. Da dieses nicht drittligatauglich ist, spielt die Mannschaft in Hannover im Eilenriedestadion. Die erste Frauenmannschaft spielt zwischen 2008 und 2017 in der drittklassigen Regionalliga Nord.

## Geschichte

### Gründung und frühe Jahre
Seit November 1911 trafen sich in dem damals 250 Einwohner zählenden Dorf Havelse eine Gruppe junger Männer zum Fußball spielen. Am 5. August 1912 gründeten diese den FC Pelikan Havelse. Namensgeber war jedoch nicht der gleichnamige Vogel, sondern das erste Spielgerät des Vereins, das die Mitglieder für 7,50 Mark im Hannoverschen Sporthaus Stoffregen erwarben.
Während des Ersten Weltkriegs konnte der Spielbetrieb bis ins Jahr 1916 aufrechterhalten werden. Infolge der Hyperinflation in Deutschland musste der FC Pelikan 1923 aufgelöst werden. Sechs Jahre später wurde mit dem TV Havelse ein Nachfolgeverein gegründet, der 1933 wieder eine Fußballabteilung gründete. Wenige Jahre später wurde aus dem TV Havelse der TSV Havelse. Bis zum Ende des Zweiten Weltkriegs spielte der TSV Havelse lediglich auf Kreisebene.
Im Jahre 1947 wurde der TSV in TSG Havelse-Marienwerder umbenannt. Hintergrund der Umbenennung war der Wunsch des Vereins, weiterhin mit den leistungsstärkeren Vereinen aus Hannover zu spielen. Havelse gehörte seinerzeit zum Landkreis Neustadt am Rübenberge, dessen Fußballvereine sportlich bedeutungslos waren. Havelses Nachbarort Marienwerder gehörte hingegen zu Hannover. Ein Jahr später übernahm Heinz Göing den Vereinsvorsitz. Der Direktor des niedersächsischen Fußball-Totos modernisierte den Verein und schaffte die Grundlagen für den sportlichen Aufschwung.

### Die Ära der Toto-Elf (1951 bis 1975)
| Saison                | Liga                   | Level | Platz | Tore   | Punkte |
| --------------------- | ---------------------- | ----- | ----- | ------ | ------ |
| 1953/54               | Amateurliga 3          | III   | 01.   | 078:35 | 38:14  |
| 1954/55               | AOL Niedersachsen-West | II    | 02.   | 085:31 | 48:12  |
| 1955/56               | AOL Niedersachsen-West | II    | 05.   | 070:47 | 34:22  |
| 1956/57               | Amateurliga 3          | III   | 03.   | 110:50 | 52:16  |
| 1957/58               | Amateurliga 3          | III   | 02.   | 101:45 | 50:18  |
| 1958/59               | Amateurliga 3          | III   | 07.   | 066:52 | 31:29  |
| 1959/60               | Amateurliga 3          | III   | 02.   | 057:35 | 38:18  |
| 1960/61               | Amateurliga 3          | III   | 11.   | 051:56 | 26:34  |
| 1961/62               | Amateurliga 3          | III   | 13.   | 032:54 | 24:36  |
| 1962/63               | Amateurliga 3          | III   | 12.   | 050:69 | 26:34  |
| 1963/64               | Amateurliga 3          | IV    | 07.   | 060:50 | 34:26  |
| 1964/65               | Bezirksliga 3          | V     | 05.   | 051:38 | 34:26  |
| 1965/66               | Bezirksliga 3          | V     | 14.   | 043:62 | 25:35  |
| 1966/67               | Bezirksliga 3          | V     | 13.   | 045:53 | 23:37  |
| 1967/68               | Bezirksliga 3          | V     | 11.   | 044:50 | 27:33  |
| 1968/69               | Bezirksliga 3          | V     | 05.   | 058:43 | 34:26  |
| 1969/70               | Bezirksliga 3          | V     | 05.   | 055:55 | 31:29  |
| 1970/71               | Bezirksliga 3          | V     | 05.   | 056:38 | 33:27  |
| 1971/72               | Bezirksliga 3          | V     | 02.   | 053:29 | 41:19  |
| 1972/73               | Bezirksliga 3          | V     | 05.   | 063:43 | 37:23  |
| 1973/74               | Bezirksliga 3          | V     | 08.   | 045:42 | 30:30  |
| 1974/75               | Bezirksliga 3          | VI    | 06.   | 045:39 | 33:27  |
| AOL = Amateuroberliga |                        |       |       |        |        |

Im Jahr 1951 gelang den Havelsern erstmals der Aufstieg in die Bezirksliga. Bereits zwei Jahre später errang der TSV dort die Meisterschaft und schaffte nach einem 5:4-Sieg über die SpVg Laatzen den Aufstieg in die damals drittklassige Amateurliga 3. Dort sicherte sich der TSV durch einen 2:0-Sieg vor 3.000 Zuschauern gegen den TuS Seelze die Meisterschaft. Auch in der folgenden Aufstiegsrunde setzte sich die Mannschaft durch und stieg in die Amateuroberliga West auf. Darüber hinaus sorgten die Havelser durch einen 3:1-Pokalsieg über den Oberligisten Werder Bremen für Aufsehen.
Die von Neidern als „Toto-Elf aus Totohausen“ verunglimpfte Mannschaft setzte auch in der Amateuroberliga ihren Siegeszug fort. Mit drei Punkten Rückstand auf Eintracht Nordhorn wurde der TSV Vizemeister und zog damit in die Aufstiegsrunde zur Oberliga Nord ein. Dort erreichte die Mannschaft nur drei Punkte und wurde hinter Nordhorn und Concordia Hamburg Dritter. Der einzige Sieg wurde am Grünen Tisch errungen, weil der VfB Lübeck einen nicht spielberechtigten Akteur eingesetzt hatte.
Während der Saison 1955/56 wurde der TSV-Vorsitzende Göing wegen verkappten Profitums angezeigt. Wegen des Verstoßes gegen das Amateurstatut wurde der Verein zum Zwangsabstieg in die Amateurliga verurteilt. Göing verlor seinen Posten beim Niedersächsischen Toto und trat als Vereinsvorsitzender zurück. Zurück in der Amateurliga kämpfte der neue Vorstand lange gegen eine hohe Schuldenlast. In den Jahren 1958 und 1960 wurden die Havelser jeweils Vizemeister hinter Sportfreunde Ricklingen bzw. Springe. Mit zwei Punkten Rückstand auf die SpVgg Wunstorf verpasste der TSV 1964 die neu geschaffene Verbandsliga Süd.
Gestützt durch die erfolgreiche Jugendarbeit hielten sich die Havelser ab 1964 in der fünftklassigen Bezirksliga 3 auf. Während 1966 nur knapp die Klasse gehalten werden konnte, erlebte der Verein in der zweiten Hälfte der 1960er Jahre einen sportlichen Aufschwung. 1972 konnte die Vizemeisterschaft gefeiert werden, wobei die Havelser zehn Punkte Rückstand auf den Meister Polizei-Sportverein Hannover aufwiesen. Dennoch litt die Fußballabteilung darunter, dass sie im Verein keine große Rolle mehr spielte. Erst als die Fußballer 1974 mit dem Austritt drohten, verbesserte sich die Situation.

### Der Weg in die 2. Bundesliga (1975 bis 1990)
| Saison  | Liga                       | Level | Platz | Tore  | Punkte |
| ------- | -------------------------- | ----- | ----- | ----- | ------ |
| 1975/76 | Bezirksliga 3              | VI    | 01.   | 60:38 | 48:20  |
| 1976/77 | Verbandsliga Süd           | V     | 05.   | 60:38 | 40:20  |
| 1977/78 | Verbandsliga Süd           | V     | 02.   | 73:32 | 43:17  |
| 1978/79 | Verbandsliga Süd           | V     | 02.   | 74:30 | 46:14  |
| 1979/80 | Landesliga West            | V     | 01.   | 79:26 | 52:8   |
| 1980/81 | Verbandsliga Niedersachsen | IV    | 03.   | 65:36 | 40:20  |
| 1981/82 | Oberliga Nord              | III   | 10.   | 46:47 | 36:32  |
| 1982/83 | Oberliga Nord              | III   | 06.   | 64:53 | 38:30  |
| 1983/84 | Oberliga Nord              | III   | 04.   | 65:53 | 39:29  |
| 1984/85 | Oberliga Nord              | III   | 15.   | 44:63 | 29:39  |
| 1985/86 | Oberliga Nord              | III   | 16.   | 38:55 | 28:40  |
| 1986/87 | Oberliga Nord              | III   | 07.   | 60:65 | 37:27  |
| 1987/88 | Oberliga Nord              | III   | 09.   | 53:53 | 32:36  |
| 1988/89 | Oberliga Nord              | III   | 01.   | 68:37 | 48:20  |
| 1989/90 | Oberliga Nord              | III   | 02.   | 70:33 | 45:23  |

1975 verpflichtete Abteilungsleiter Wilhelm Langrehr den ehemaligen Nationalspieler Hans Siemensmeyer als neuen Trainer. Mit einer fast ausschließlich aus Eigengewächsen bestehenden Mannschaft sicherte sich der TSV ein Jahr später die Bezirksligameisterschaft. Vorentscheidend war ein 3:0-Sieg vor 4.000 Zuschauern beim Konkurrenten TSV Burgdorf, bei dem der spätere Profi Frank Pagelsdorf zweimal traf. Zwei Jahre später wurden die Havelser mit einem Punkt Rückstand auf den TuS Hessisch Oldendorf Vizemeister der Verbandsliga Süd. 1979 wurde der TSV erneut Vizemeister und gewann durch ein 3:0 gegen den TuS Hessisch Oldendorf den Bezirkspokal von Hannover.

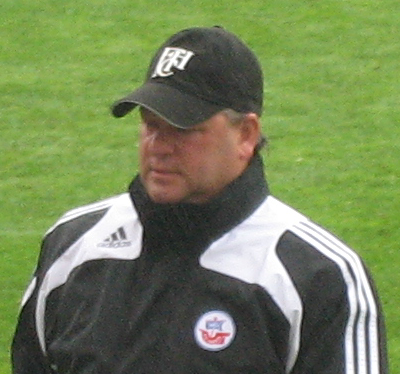
Frank Pagelsdorf

Ein Jahr später sicherten sich die Havelser die Meisterschaft der Landesliga West und stiegen in die Verbandsliga Niedersachsen auf. Mit einem 10:3-Sieg beim VfL Germania Leer sicherte sich der TSV überraschend den dritten Platz und zog in die Aufstiegsrunde zur Oberliga Nord ein. Am letzten Spieltag schafften die Havelser durch ein 3:1 über Eutin 08 den Durchmarsch, weil Tabellenführer Urania Hamburg gleichzeitig mit 5:8 beim TuS Celle verlor.
Der von den Medien als TSV Siemensmeyer bezeichnete Verein etablierte sich schnell im norddeutschen Amateuroberhaus. Schon in der Saison 1982/83 zog die Mannschaft an Arminia Hannover vorbei und wurde die sportliche Nummer zwei im Großraum Hannover. Ein Jahr später war der TSV gar die beste niedersächsische Mannschaft. Trainer Siemensmeyer legte am Saisonende sein Amt nieder. Unter seinem Nachfolger Günter Blume sorgte der TSV im DFB-Pokal für Aufsehen, als er sich gegen den Bundesligisten VfL Bochum ein 2:2 nach Verlängerung erkämpfte. Im Wiederholungsspiel siegten die Bochumer dann mit 4:0.
In der Liga kämpfte die Mannschaft gegen den Abstieg, der aufgrund einer Serie von 14 sieglosen Spielen in der Rückrunde noch vermieden werden konnte. Nach Streitigkeiten zwischen Trainer Blume und Abteilungsleiter Langrehr übernahm Volker Finke im Februar 1986 das Traineramt. Finke führte das Team aus dem Tabellenkeller, ehe ein 3:2-Sieg über den 1. SC Göttingen 05 am letzten Spieltag noch den Klassenerhalt sicherte. In der Folgezeit baute Finke zahlreiche eigene Nachwuchsspieler in die Mannschaft ein.
1989 wurde der TSV Havelse Meister der Oberliga Nord und zog in die Aufstiegsrunde ein. Gegen renommierte Mannschaften wie den MSV Duisburg und Preußen Münster waren die Havelser chancenlos und belegten den letzten Platz. Ein Jahr später war die Mannschaft erfolgreicher. Als Vizemeister hinter dem VfB Oldenburg sicherte sich der TSV am vorletzten Spieltag durch einen 3:2-Sieg über den Wuppertaler SV den Aufstieg. Lars-Peter Beike erzielte vor 6.000 Zuschauern mit einem direkt verwandelten Freistoß den Siegtreffer.

### Niedergang nach dem Zweitligajahr (1990 bis 2005)
| Saison      | Liga                       | Level | Platz | Tore  | Punkte |
| ----------- | -------------------------- | ----- | ----- | ----- | ------ |
| 1990/91     | 2. Bundesliga              | II    | 19.   | 44:82 | 19:57  |
| 1991/92     | Oberliga Nord              | III   | 03.   | 50:30 | 39:25  |
| 1992/93     | Oberliga Nord              | III   | 16.   | 30:50 | 22:38  |
| 1993/94     | Verbandsliga Niedersachsen | IV    | 04.   | 81:42 | 46:26  |
| 1994/95     | Oberliga Niedersachsen/HB  | IV    | 03.   | 71:24 | 44:16  |
| 1995/96     | Oberliga Niedersachsen/HB  | IV    | 06.   | 69:49 | 50     |
| 1996/97     | Oberliga Niedersachsen/HB  | IV    | 10.   | 49:48 | 40     |
| 1997/98     | Oberliga Niedersachsen/HB  | IV    | 04.   | 50:33 | 56     |
| 1998/99     | Oberliga Niedersachsen/HB  | IV    | 05.   | 48:43 | 45     |
| 1999/00     | Oberliga Niedersachsen/HB  | IV    | 04.   | 59:32 | 56     |
| 2000/01     | Oberliga Niedersachsen/HB  | IV    | 15.   | 52:61 | 41     |
| 2001/02     | Niedersachsenliga West     | V     | 14.   | 41:53 | 41     |
| 2002/03     | Landesliga Hannover        | VI    | 06.   | 43:36 | 48     |
| 2003/04     | Landesliga Hannover        | VI    | 05.   | 57:40 | 54     |
| 2004/05     | Landesliga Hannover        | VI    | 02.   | 84:34 | 66     |
| HB = Bremen |                            |       |       |       |        |

Der Aufstieg ins Profilager erwies sich für den Verein als zu große Hürde. Binnen weniger Wochen musste das Stadion ausgebaut werden, namhafte Spieler konnte man sich finanziell nicht leisten und die meisten Spieler gingen weiterhin ihrem Hauptberuf nach. Zudem herrschte Unruhe im Verein, da Hannover 96 sich wochenlang um Trainer Volker Finke bemühte. Zwar konnten die ersten drei Heimspiele gewonnen werden, doch auch infolge der schweren Verletzung des Spielmachers Lars-Peter Beike verblieb die Mannschaft im Tabellenkeller. Am 5. Oktober 1990 löste Finke seinen Vertrag auf und wurde durch Karl-Heinz Mrosko ersetzt. Am Saisonende standen sechs Siege, sieben Unentschieden und 25 Niederlagen zu Buche und der TSV stieg als Vorletzter ab.
Durch die Teilnahme an der 2. Bundesliga durfte der TSV Havelse in der Saison 1991/92 am DFB-Pokal teilnehmen. Im Erstrundenspiel gegen den 1. FC Nürnberg gelang den Havelsern mit einem 4:2 nach Elfmeterschießen eine Sensation. In der dritten Runde scheiterte man mit 0:4 am SC 08 Bamberg. In der Oberliga erreichte der TSV durch das bessere Torverhältnis gegenüber dem 1. SC Norderstedt die Aufstiegsrunde zur 2. Bundesliga. Dort waren die Havelser gegen die Drittletzten der beiden Zweitligastaffeln, Fortuna Köln und TSV 1860 München, jedoch chancenlos.

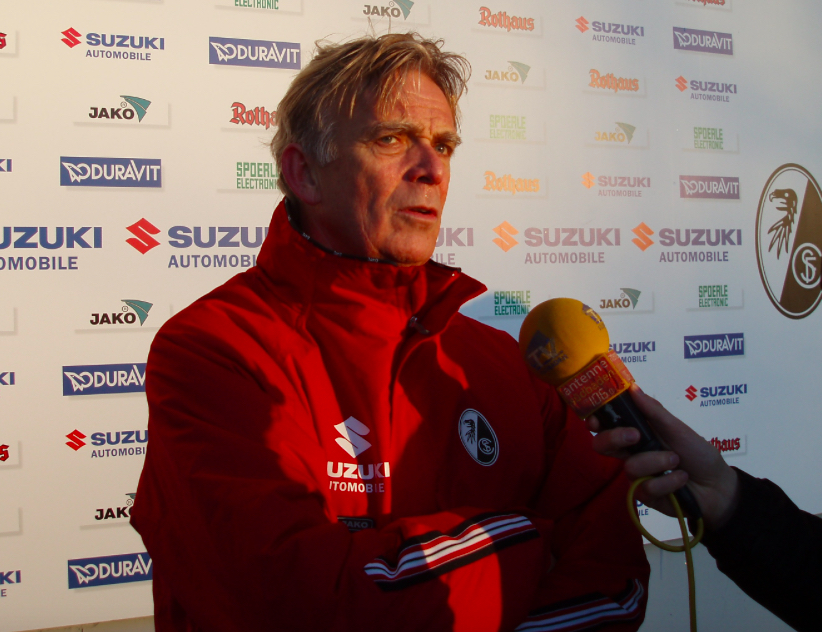
Volker Finke

Zahlreiche Leistungsträger verließen daraufhin den Verein, der in der Saison 1992/93 unter Trainer Ronald Worm als Tabellenletzter abstieg. Im DFB-Pokal erreichte der TSV die zweite Runde, in der er auf den Karlsruher SC traf. Der KSC, für den damals die späteren Nationalspieler Jens Nowotny und Oliver Kahn aufliefen, gewann das Spiel mit 3:0. Als Tabellenvierter der Verbandsligasaison 1993/94 qualifizierten sich die Havelser für die Oberliga Niedersachsen/Bremen.
Die Mannschaft verpasste als Dritter mit zwei Punkten Rückstand auf den SV Atlas Delmenhorst nur knapp die Relegationsspiele zur Regionalliga Nord. Abgesehen von Platz 10 in der Saison 1996/97 waren die Havelser stets im oberen Tabellendrittel zu finden, ohne jedoch in die Nähe der Aufstiegsränge zu gelangen. Als der Abteilungsleiter Langrehr im Februar 2000 verstarb, geriet der Verein in Insolvenzgefahr. In der folgenden Saison 2000/01 stürzte die Mannschaft auf Platz 15 ab. Da der Lüneburger SK und der SV Wilhelmshaven aus der Regionalliga abstiegen und der 1. SC Göttingen 05 den Aufstieg in die Regionalliga verpasste, bedeutete dies den Abstieg in die Niedersachsenliga West.
Der Versuch, mit Hilfe einer Sportmarketing GmbH den Wiederaufstieg zu erreichen, scheiterte. Die Mannschaft wurde in der Saison 2001/02 in die sechstklassige Landesliga Hannover durchgereicht. Durch den Verkauf von zwei Tennisplätzen konnte sich der Verein Ende 2004 entschulden. Ein Jahr später sorgte der TSV für Aufsehen, als er mit Hosenwerbung auflief, was nach den DFB-Statuten nicht erlaubt ist. Sportlich schaffte der TSV als Vizemeister hinter dem SV Bockenem 2005 den Wiederaufstieg in die Niedersachsenliga.

### Fünft- und Viertklassigkeit (2005 bis 2021)
| Saison  | Liga                           | Level | Platz | Tore  | Punkte |
| ------- | ------------------------------ | ----- | ----- | ----- | ------ |
| 2005/06 | Niedersachsenliga West         | V     | 03.   | 53:36 | 53     |
| 2006/07 | Niedersachsenliga West         | V     | 04.   | 66:38 | 52     |
| 2007/08 | Niedersachsenliga West         | V     | 04.   | 64:36 | 52     |
| 2008/09 | Oberliga Niedersachsen-West    | V     | 03.   | 69:41 | 66     |
| 2009/10 | Oberliga Niedersachsen-West    | V     | 01.   | 76:23 | 68     |
| 2010/11 | Regionalliga Nord              | IV    | 15.   | 45:67 | 35     |
| 2011/12 | Regionalliga Nord              | IV    | 05.   | 54:46 | 51     |
| 2012/13 | Regionalliga Nord              | IV    | 02.   | 61:20 | 63     |
| 2013/14 | Regionalliga Nord              | IV    | 07.   | 52:47 | 54     |
| 2014/15 | Regionalliga Nord              | IV    | 04.   | 49:35 | 55     |
| 2015/16 | Regionalliga Nord              | IV    | 06.   | 48:60 | 47     |
| 2016/17 | Regionalliga Nord              | IV    | 06.   | 44:36 | 50     |
| 2017/18 | Regionalliga Nord              | IV    | 11.   | 51:59 | 45     |
| 2018/19 | Regionalliga Nord              | IV    | 11.   | 40:54 | 44     |
| 2019/20 | Regionalliga Nord              | IV    | 09.   | 38:38 | 32     |
| 2020/21 | Regionalliga Nord (Gruppe Süd) | IV    | 02.   | 22:06 | 20     |

Nach dem Aufstieg etablierte sich der TSV schnell wieder im niedersächsischen Oberhaus. In der Saison 2005/06 verpasste die Mannschaft knapp den Durchmarsch in die Oberliga. Drei Punkte betrug der Rückstand auf Meister SV Ramlingen-Ehlershausen. Ein Jahr später qualifizierten sich die Havelser erneut für den DFB-Pokal, als die Mannschaft im Qualifikationsspiel die zwei Ligen höher spielende Reserve des VfL Wolfsburg mit 3:1 bezwingen konnte. Doch bereits die erste Runde auf Bundesebene bedeutete das Aus durch eine 0:3-Niederlage gegen den Zweitligisten TuS Koblenz.

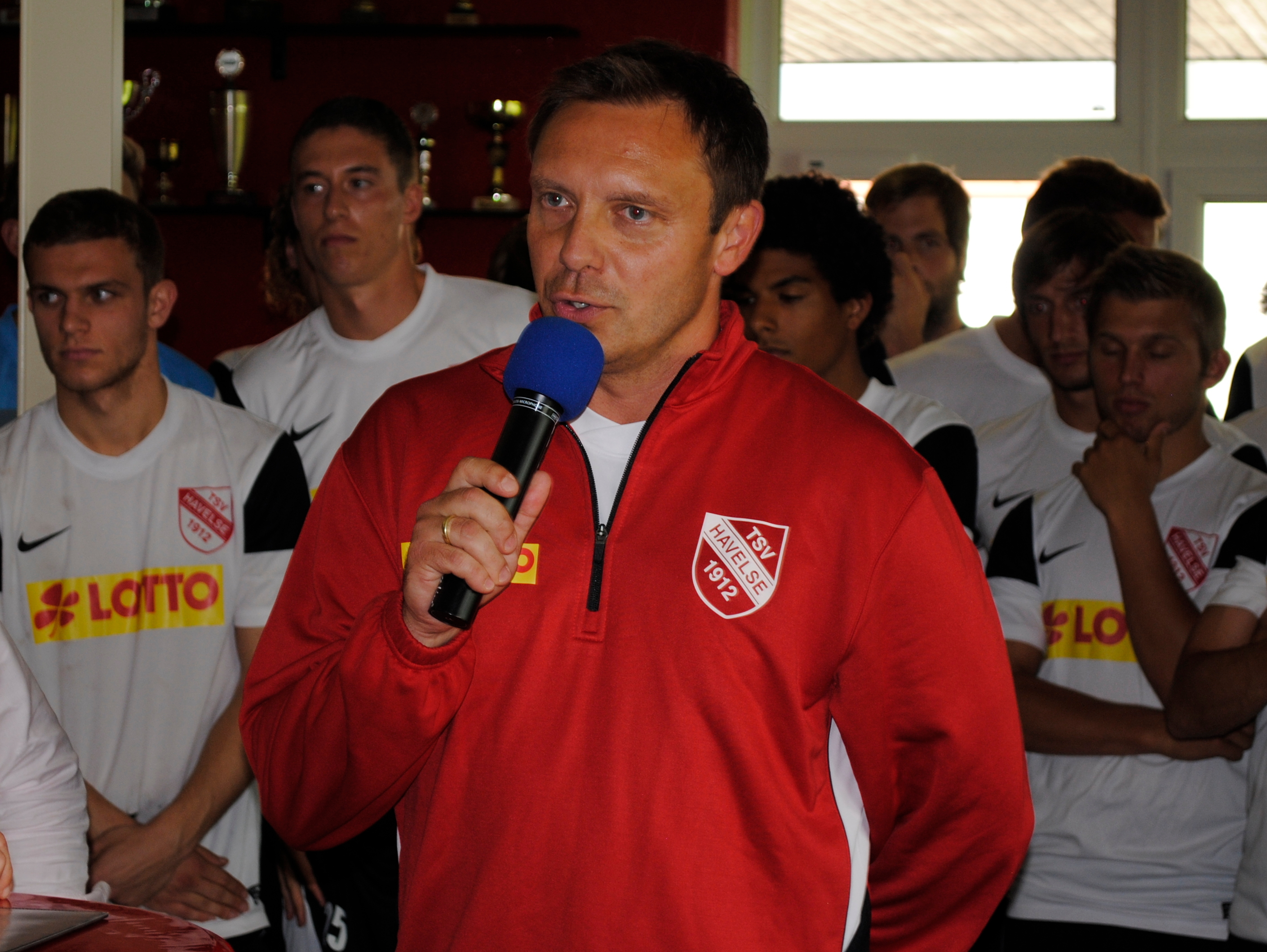
André Breitenreiter

In der Saison 2009/10 sicherte sich die mit Ex-Profis wie Michael Habryka, Babacar N’Diaye und André Breitenreiter verstärkte Mannschaft die Meisterschaft der Oberliga Niedersachsen-West. Da sich aus den Oberligen Hamburg, Schleswig-Holstein und Bremen lediglich die zweite Mannschaft von Holstein Kiel um einen Platz in der Regionalliga beworben hatte, die aber aufgrund des Abstiegs der ersten Mannschaft in die Regionalliga nicht aufsteigen durfte, konnte der TSV Havelse automatisch in die Regionalliga Nord aufsteigen.
Die von Jürgen Stoffregen trainierte Mannschaft geriet früh in Abstiegsgefahr. Am 2. Januar 2011 wurde André Breitenreiter sein Nachfolger; er führte die Mannschaft auf Platz 15 in der Saison 2010/11, was den sportlichen Abstieg bedeutete. Als der DFB jedoch der TuS Koblenz doch noch die Regionalligalizenz erteilte und Sportfreunde Lotte nicht von der West- in die Nordgruppe ausweichen musste, wurde wieder ein Platz in der Nordgruppe frei, auf den der TSV nachrückte. 2012 führte Breitenreiter sein Team auf Rang fünf sowie ins Finale des Niedersachsenpokals, in dem der SV Wilhelmshaven mit 2:1 besiegt wurde.
Im DFB-Pokal 2012/13 schlugen die Havelser in der ersten Runde den 1. FC Nürnberg mit 3:2 nach Verlängerung. In der zweiten Runde bekamen sie den VfL Bochum zugelost und verloren zu Hause mit 1:3. In der Regionalligasaison 2012/13 sicherte sich der TSV die Vizemeisterschaft hinter Holstein Kiel. Trainer Breitenreiter gab am Saisonende seinen Wechsel zum Zweitligisten SC Paderborn bekannt. Sein Nachfolger Christian Benbennek wurde am 29. Mai 2013 offiziell vorgestellt. Trotz der Abgänge von Leistungsträgern wie Marc Vucinovic, Tom Christian Merkens oder Saliou Sané gelang es Benbennek, die Havelser Mannschaft ins obere Mittelfeld der Tabelle zu führen. Der TSV beendete die Saison 2013/14 auf dem 7. Tabellenplatz. Die folgende Saison 2014/15 schloss der TSV trotz eines neuerlichen personellen Umbruchs in der Sommerpause schließlich mit 55 Punkten ab, was den 4. Tabellenplatz bedeutete. Der TSV stellte mit 35 Gegentoren die beste Abwehr der Liga. Cheftrainer Christian Benbennek verließ den Verein zum Saisonende in Richtung Alemannia Aachen, der bisherige U19-Trainer Stefan Gehrke wurde am 21. Mai 2015 als Nachfolger präsentiert. Der Saisonstart verlief durchwachsen. Nach zwei hohen Auswärtsniederlagen gegen den VfL Wolfsburg II (1:6) und ETSV Weiche Flensburg (1:5) wurde Gehrke schließlich am 23. September 2015 von seinen Aufgaben entbunden. Er übernahm anschließend wieder die U19 des TSV in der A-Junioren-Bundesliga. Als Nachfolger wurde am 7. Oktober 2015 Alexander Kiene vom Ligakonkurrenten BSV Rehden präsentiert, der den TSV schließlich auf den 6. Tabellenplatz führte. Diesen Platz belegte das Team unter Kiene auch im folgenden Jahr. Auf eine Vertragsverlängerung mit Alexander Kiene konnte sich der Klub nicht verständigen, sodass ab der Saison 2017/18 Christian Benbennek die Mannschaft erneut übernahm. Die zweite Amtszeit Benbenneks gestaltete sich allerdings nicht so erfolgreich wie die erste. In der Saison 2017/18 belegte man den 11. Tabellenplatz. In der darauffolgenden Spielzeit geriet der TSV im Laufe des Herbstes immer mehr in Abstiegsgefahr. Am 26. November 2018 wurde die Trennung von Benbennek und dem TSV bekanntgegeben. Zum Jahresende 2018 hörte auch der langjährige Liga-Geschäftsführer Stefan Pralle beim TSV auf. Der ehemalige Havelser Stürmer Jan Zimmermann übernahm in einer Doppelrolle das Traineramt sowie die sportliche Leitung. Unter Zimmermann stabilisierte sich der TSV und konnte die Klasse halten. In der bedingt durch die Corona-Krise vorzeitig abgebrochenen Saison 2019/2020 belegte die von Zimmermann trainierte Mannschaft Platz 9 in der Abschlusstabelle. Zudem gelang es dem TSV, 2020 zum zweiten Mal nach 2012 den Niedersachsenpokal zu gewinnen, als der TSV gegen den BSV Rehden im Finale gewann. Dadurch gelang die Qualifikation für den DFB-Pokal. In der 1. Hauptrunde des DFB-Pokal 2020/21 wurde dem TSV der 1. FSV Mainz 05 zugelost. In der Saison 2020/21 erreichte man nach dem Saisonabbruch den 1. Platz der Gruppe Süd und wurde vom Präsidium des Norddeutschen Fußball-Verbands als Teilnehmer an der Aufstiegsspielen zur 3. Liga gegen den Vertreter der Regionalliga Bayern bestimmt. In den beiden Aufstiegsspielen zur 3. Liga traf Havelse im Juni 2021 auf den 1. FC Schweinfurt 05 und stieg, nachdem beide Spiele mit 1:0 gewonnen wurden, in die dritthöchste deutsche Spielklasse auf.

### Gegenwart (seit 2021)
| Saison  | Liga              | Level | Platz | Tore  | Punkte | Kader |
| ------- | ----------------- | ----- | ----- | ----- | ------ | ----- |
| 2021/22 | 3. Liga           | III   | 19.   | 28:71 | 23     | Kader |
| 2022/23 | Regionalliga Nord | IV    | 06.   | 54:47 | 52     | –     |
| 2023/24 | Regionalliga Nord | IV    | 08.   | 57:54 | 49     | –     |
| 2024/25 | Regionalliga Nord | IV    | 01.   | 67:34 | 74     | –     |

Nach dem Aufstieg in die 3. Liga zur Saison 2021/22 und der damit verbundenen Rückkehr in den Profifußball nach 30 Jahren verließ Jan Zimmermann den Verein und wechselte zum Zweitligisten Hannover 96. Sein Nachfolger wurde Rüdiger Ziehl. Da das Wilhelm-Langrehr-Stadion nicht drittligatauglich war, wurden die Heimspiele in der HDI-Arena in Hannover ausgetragen. Mit sieben Niederlagen in Folge zum Saisonbeginn stellte der TSV Havelse einen neuen Negativrekord auf und löste diesbezüglich den FC Carl Zeiss Jena ab, der in der Saison 2019/20 die ersten sechs Spiele verloren hatte. Nach einem Unentschieden am 8. Spieltag gelang am 9. Spieltag der erste Saisonsieg. Nach einem Unentschieden gegen den Halleschen FC am 34. Spieltag stand der Abstieg aus der 3. Liga fest.
Da nach dem Abstieg kein Profitrainer mehr vorgesehen war, übernahm Philipp Gasde die Mannschaft zur Saison 2022/23 von Ziehl. Zudem wurde der Spieler Florian Riedel zeitgleich Sportdirektor. Nach einem Fehlstart wurde Gasde Ende September 2022 durch Samir Ferchichi, der bisher die A-Junioren (U19) trainiert hatte, ersetzt.
Am Ende der Saison 2024/2025 stand der TSV Havelse in der Regionialliga Nord auf Platz 1 der Tabelle. Damit erfolgte die Qualifikation für die Relegationsspiele zur dritten Liga gegen den Meister der Regionalliga Nordost. In diesen Relegationsspielen setzte sich der TSV Havelse gegen den 1. FC Lokomotive Leipzig durch und spielt damit ab der Saison 2025/2026 in der dritten Liga.

## Erfolge der Fußballabteilung
Herren
- Meister der Oberliga Nord: 1989
- Aufstieg in die 2. Bundesliga: 1990
- Meister der Oberliga Niedersachsen West und Aufstieg in die Regionalliga Nord: 2010
- Niedersachsenpokalsieger: 2012, 2020
- Erreichen der 2. Hauptrunde im DFB-Pokal: 2013
- Aufstieg in die 3. Liga: 2021, 2025
- Meister der Regionalliga Nord: 2025

Damen
- Niedersachsenmeister und Aufstieg in die Regionalliga Nord: 2008

Junioren
- Futsal-Meister der C-Junioren (inoffizieller Titel): 2011
- Meister der A-Junioren-Regionalliga Nord und Aufstieg in die A-Junioren-Bundesliga: 2015, 2018

## Persönlichkeiten

### Kader der Saison 2025/26
Stand: 19. August 2025
| Nr.        | Nat.        | Spieler              | geboren       | beim TSV seit | letzter Verein                    |
| ---------- | ----------- | -------------------- | ------------- | ------------- | --------------------------------- |
| Tor        |             |                      |               |               |                                   |
| 01         | Deutschland | Tom Opitz            | 13. Nov. 2003 | 2022          | TSV Bemerode (Jugend)             |
| 25         | Deutschland | Fynn Wolter          | 6. Aug. 2006  |               |                                   |
| 35         | Deutschland | Alexander Dlugaiczyk | 2. Nov. 1996  | 2018          | HSC Hannover                      |
| 40         | Deutschland | Jonah Busse          | 10. Sep. 2005 | 2024          | Arminia Bielefeld                 |
| Abwehr     |             |                      |               |               |                                   |
| 03         | Deutschland | Marco Schleef        | 15. Jan. 1999 | 2018          | Eintracht Braunschweig (Jugend)   |
| 04         | Deutschland | Besfort Kolgeci      | 5. Jan. 1998  | 2022          | FC Teutonia 05 Ottensen           |
| 05         | Deutschland | Dominic Minz         | 7. März 1999  | 2022          | Sportfreunde Lotte                |
| 07         | Turkei      | Emre Aytun           | 26. Jan. 2000 | 2023          | VfV Hildesheim                    |
| 21         | Deutschland | Irichad Behrens      | 28. Apr. 2004 | 2023          | 1. FC Magdeburg (Jugend)          |
| 22         | Deutschland | Leon Sommer          | 10. März 2001 | 2025          | VfB Lübeck                        |
| 24         | Deutschland | Noah Plume           | 18. Aug. 1996 | 2024          | VfB Oldenburg                     |
| 30         | Deutschland | Timo Friedrich       | 16. Jan. 1998 | 2025          | BFC Dynamo                        |
| 39         | Deutschland | Florian Riedel       | 9. Apr. 1990  | 2021          | VfB Lübeck                        |
| Mittelfeld |             |                      |               |               |                                   |
| 06         | Deutschland | Vladislav Cherny     | 21. Juni 2003 | 2024          | Arminia Bielefeld                 |
| 08         | Deutschland | Johann Berger        | 23. Juli 1999 | 2025          | KSV Hessen Kassel                 |
| 10         | Deutschland | Julius Düker         | 4. Jan. 1996  | 2023          | Chennaiyin FC                     |
| 13         | Ungarn      | Olivér Schindler     | 16. Okt. 1999 | 2024          | Berliner AK 07                    |
| 14         | Deutschland | Marko Ilic           | 31. Mai 1999  | 2022          | HSC Hannover                      |
| 18         | Deutschland | Silas Steinwedel     | 29. Apr. 2002 | 2023          | VfV 06 Hildesheim                 |
| 19         | Marokko     | Nassim Boujellab     | 20. Juni 1999 | 2025          | Arminia Bielefeld                 |
| 28         | Deutschland | Julian Rufidis       | 6. Juli 2000  | 2019          | Hannover 96 II                    |
| 31         | Deutschland | Jannik Oltrogge      | 24. Mai 1995  | 2022          | 1. FC Germania Egestorf/Langreder |
| 33         | Albanien    | Arlind Rexhepi       | 28. Juli 2003 | 2025          | SV Waldhof Mannheim               |
| 34         | Deutschland | Tim Dierßen          | 15. Jan. 1996 | 2024          | KSV Hessen Kassel                 |
| Sturm      |             |                      |               |               |                                   |
| 09         | Deutschland | Lorenzo Paldino      | 25. Sep. 1999 | 2024          | SV Ramlingen/Ehlershausen         |
| 11         | Deutschland | Yannik Jaeschke      | 20. Okt. 1993 | 2017          | TuS Erndtebrück                   |
| 16         | Deutschland | Torben Engelking     | 28. Juni 1996 | 2019          | 1. FC Germania Egestorf/Langreder |
| 17         | Deutschland | John Posselt         | 31. Dez. 2003 | 2025          | SC Paderborn 07 II                |
| 23         | Deutschland | Robin Müller         | 16. Juni 2000 | 2025          | MSV Duisburg                      |
| 37         | Deutschland | Hasan Özdemir        | 6. Jan. 2004  | 2024          | SV Eidinghausen-Werste            |
| 38         | Tschechien  | Leon Švitek          | 26. Feb. 2007 | 2025          | Hombrucher SV (Jugend)            |

### Transfers der Saison 2025/26
Stand: 14. August 2025
| Zugänge | Abgänge |
| Sommerpause 2025 | Sommerpause 2025 |
| --- | --- |
| - Johann Berger (1. FC Phönix Lübeck) - Nassim Boujellab (Arminia Bielefeld) - John Posselt (SC Paderborn 07 II) - Leon Sommer (VfB Lübeck) | - Robin Dreesen (Lupo Martini Wolfsburg) * - Mick Gudra (VfV 06 Hildesheim) - Affam Ifeadigo (Vertragsende; Ziel unbekannt) - Niklas Tasky (SV Ramlingen/Ehlershausen) |
| nach Saisonbeginn | |
| - Arlind Rexhepi (SV Waldhof Mannheim; Leihe)                                                                                               | |

### Trainerstab der Saison 2025/26
(Stand: 8. Juli 2025)
| Nat.        | Name            | Funktion        |             |
| Trainerstab | Trainerstab     | Trainerstab     | Trainerstab |
| ----------- | --------------- | --------------- | ----------- |
| Deutschland | Samir Ferchichi | Cheftrainer     |             |
| Deutschland | Torben Deppe    | Co-Trainer      |             |
| Deutschland | Jens Jansen     | Co-Trainer      |             |
| Deutschland | Marc Windhorn   | Torwarttrainer  |             |
| Deutschland | Thomas Tasche   | Torwarttrainer  |             |
| Deutschland | Michael Cuper   | Athletiktrainer |             |
| Deutschland | Alex Naimoli    | Videoanalyst    |             |

### Kader der Zweitligasaison 1990/91
Die Zahlen in Klammern beziehen sich auf die Einsätze und Tore in der Saison 1990/91.
| Stefan Beneking | (6/0)  |
| Ralf Krause     | (2/0)  |
| Holm Mauritz    | (33/0) |

| Karl Eggestein    | (36/0) |
| Stefan Gähle      | (10/0) |
| Willi Kronhardt   | (32/2) |
| Michael Köpper    | (16/0) |
| Joachim Trautmann | (30/0) |
| Ulrich Wilke      | (22/2) |
| Andreas Zindler   | (31/0) |

| Nenad Banković    | (25/1) |
| Lars-Peter Beike  | (15/6) |
| Dieter Frommelt   | (17/0) |
| Joachim Gehrmann  | (34/2) |
| Gerald Knauer     | (5/0)  |
| Andreas Müller    | (16/3) |
| Jürgen Prange     | (9/1)  |
| Andjelko Urosević | (13/0) |
| Thomas Vogel      | (22/2) |

| Berardino Capocchiano | (35/14) |
| Christian Meier       | (4/0)   |
| Dirk Spannuth         | (31/4)  |
| Stefan Tiedgen        | (21/2)  |
| Jens Todt             | (28/3)  |

### Weitere ehemalige Spieler
- Andreas Asche
- Ferhat Bıkmaz
- Hans-Herbert Blumenthal
- Daniel von der Bracke
- André Breitenreiter
- Leon Damer
- Karl Eggestein
- Hilal El-Helwe
- Wenanty Fuhl
- André Frercks
- Patrick Grün
- Claus Grzeskowiak
- Michael Habryka
- Sören Halfar
- Frank Hartmann
- Harry Heiner
- Horst Kinkeldey
- Christian Knappmann
- Daniel-Kofi Kyereh
- Fynn Lakenmacher
- Tom Christian Merkens
- Thomas Möller
- Babacar N’Diaye
- Nico Niedziella
- Frank Pagelsdorf
- Nils Pfingsten-Reddig
- Christiaan Pförtner
- Noah Plume
- Hans-Joachim Posinski
- Uwe Ronge
- Saliou Sané
- Noah Sarenren Bazee
- Janni Serra
- Hans Siemensmeyer
- Marc Vucinovic
- Fabian Wetter
- Roman Wójcicki
- Erhan Yilmaz
- Toni Zlatkov
- Deniz Undav

### Trainerhistorie
| Amtszeit  | Nat.        | Trainer           |
| --------- | ----------- | ----------------- |
| 1975–1984 | Deutschland | Hans Siemensmeyer |
| 1984–1985 | Deutschland | Günter Blume      |
| 1985–1986 | Deutschland | Gerd Behrens      |
| 1986–1990 | Deutschland | Volker Finke      |
| 1990–1991 | Deutschland | Karl-Heinz Mrosko |
| 1991–1993 | Deutschland | Jürgen Stoffregen |
| 1992–1993 | Deutschland | Ronald Worm       |
| 1993      | Deutschland | Uwe Kliemann      |

| Amtszeit  | Nat.        | Trainer             |
| --------- | ----------- | ------------------- |
| 1993–1995 | Polen       | Roman Wójcicki      |
| –         | –           | –                   |
| 1997–1998 | Deutschland | Karl Eggestein      |
| 1998–2000 | Deutschland | Frank Hartmann      |
| 2000–2001 | Deutschland | Ronald Worm         |
| 2001–2004 | Deutschland | Bernd Krajewski     |
| 2004–2010 | Deutschland | Jürgen Stoffregen   |
| 2011–2013 | Deutschland | André Breitenreiter |

| Amtszeit  | Nat.        | Trainer             |
| --------- | ----------- | ------------------- |
| 2013–2015 | Deutschland | Christian Benbennek |
| 2015      | Deutschland | Stefan Gehrke       |
| 2015–2017 | Deutschland | Alexander Kiene     |
| 2017–2018 | Deutschland | Christian Benbennek |
| 2018–2021 | Deutschland | Jan Zimmermann      |
| 2021–2022 | Deutschland | Rüdiger Ziehl       |
| 2022      | Deutschland | Philipp Gasde       |
| seit 2022 | Deutschland | Samir Ferchichi     |

## Umfeld

### Spielstätten

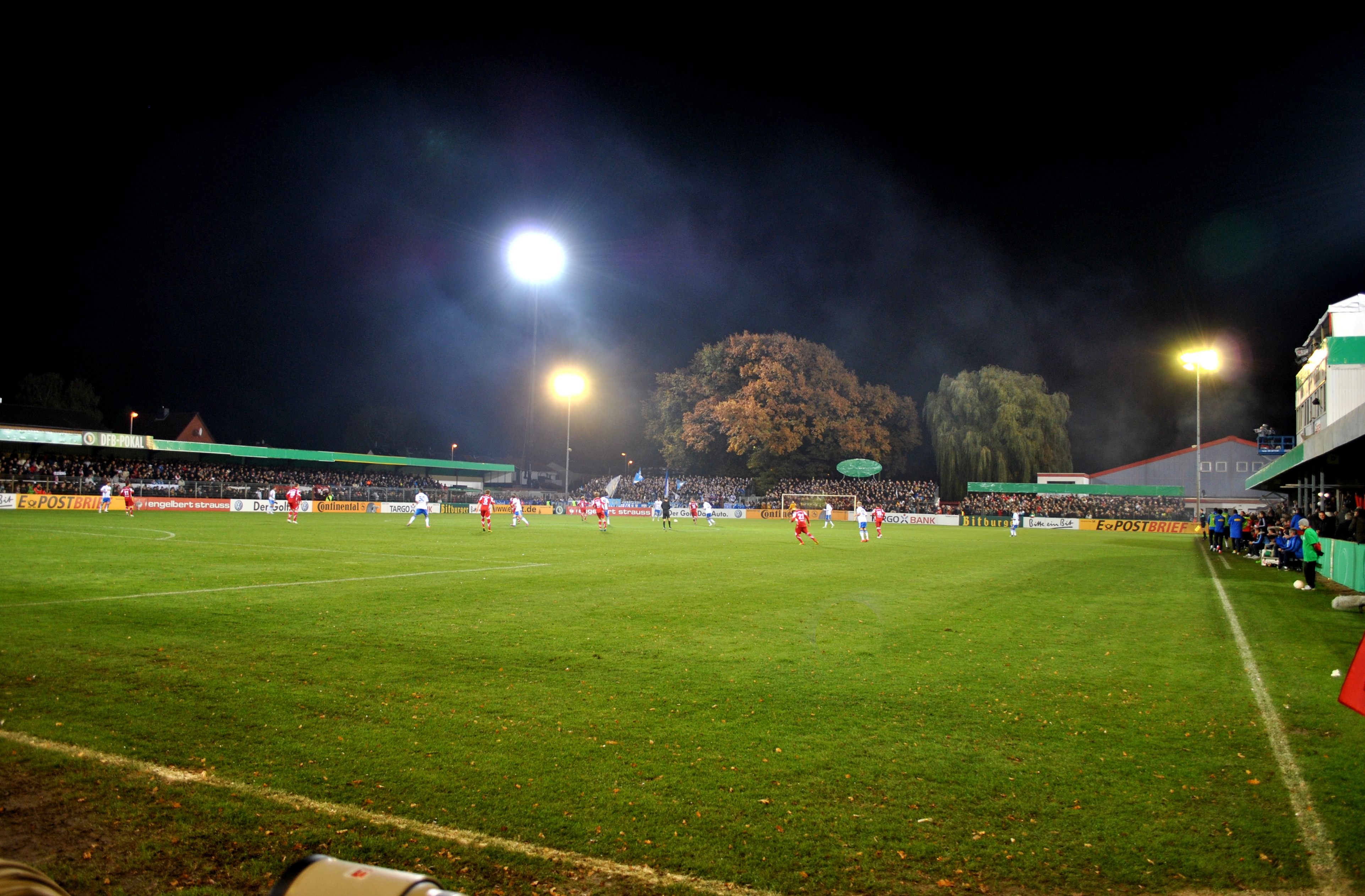
Im Wilhelm-Langrehr-Stadion beim DFB-Pokalspiel TSV Havelse – VfL Bochum

Seit 1933 nutzt der TSV Havelse das Wilhelm-Langrehr-Stadion als Heimspielstätte. Bis März 2000 hieß das Stadion TSV Kampfbahn an der Hannoverschen Straße, ehe die Umbenennung erfolgte. Namensgeber ist der langjährige Leiter der Fußballabteilung Wilhelm Langrehr, der einen Monat vor der Umbenennung verstarb. Das Stadion hat eine Kapazität von 3500 Plätzen, davon 350 überdachte Sitzplätze. Die höchste Zuschauerzahl im Wilhelm-Langrehr-Stadion wurde am 14. Juni 1990 erreicht, als beim Aufstiegsrundenspiel gegen den Wuppertaler SV 6000 Zuschauer gezählt wurden.
In der Zweitligasaison 1990/91 wich der Verein für einige Spiele in das Niedersachsenstadion in Hannover aus. Auch das Eilenriedestadion in Hannover wurde für Heimspiele genutzt. Die höchste Zuschauerzahl bei einem TSV-Heimspiel wurde am 14. September 1990 erreicht, als 28.000 Zuschauer das Derby gegen Hannover 96 im Niedersachsenstadion sahen. Da das Wilhelm-Langrehr-Stadion nicht für die 3. Liga zugelassen war, spielte der TSV in der Saison 2021/22 wieder im Niedersachsenstadion (HDI-Arena). Nach dem direkten Wiederabstieg kehrte man in das Wilhelm-Langrehr-Stadion zurück. Nach dem erneuten Drittliga-Aufstieg 2025 zog die Mannschaft wieder nach Hannover. Dieses Mal allerdings in das 5.001 Zuschauer fassende Eilenriedestadion, das im Vorjahr nach dem Aufstieg der zweiten Mannschaft von Hannover 96 drittligatauglich ausgebaut worden war.

### Zuschauerzahlen
| Saison  | Zuschauerschnitt |
| ------- | ---------------- |
| 2005/06 | 443              |
| 2006/07 | 431              |
| 2007/08 | 351              |
| 2008/09 | 322              |
| 2009/10 | 573              |
| 2010/11 | 498              |
| 2011/12 | 466              |
| 2012/13 | 447              |
| 2013/14 | 419              |
| 2014/15 | 595              |
| 2015/16 | 525              |
| 2016/17 | 647              |
| 2017/18 | 496              |
| 2018/19 | 544              |
| 2019/20 | 678              |
| 2020/21 | 405              |
| 2021/22 | 1.151.0          |
| 2022/23 | 438              |
| 2023/24 | 495              |
| 2024/25 | 929              |

### Hymne und Spitzname
Die Vereinshymne des TSV Havelse wird zur Melodie des Shanty-Liedes Hamborger Veermaster mit verändertem Text gespielt. Der Refrain beginnt mit der Zeile So oder so, wir Havelser sind froh. Zudem wird im Lied häufig „An der Leine“ skandiert, womit der Fluss gemeint ist, der an Havelse vorbeifließt. Weiterhin wird mehrfach „bis zum letzten Viertelstündchen“ sportliches Durchhaltevermögen betont. Die Havelser haben sich und ihren Fans den Spitznamen die Schlawiner gegeben. Der Name ist angelehnt an eine gleichnamige Brötchensorte der Großbäckerei Langrehr, die Hauptsponsor des TSV Havelse ist.

## Weitere Fußballmannschaften

### Zweite und Dritte Mannschaft
Die zweite Herrenmannschaft des TSV Havelse hatte Mitte der 1990er Jahre ihre erfolgreichste Zeit. 1992 gelang der Aufstieg in die Bezirksoberliga Hannover, die 1994 in Landesliga Hannover umbenannt wurde. Nach dem Abstieg 1996 ging es in Zweijahresschritten hinab in die Kreisliga. Da zur Saison 2002/03 keine Zweite Mannschaft gemeldet wurde, musste die neue im Jahr 2003 in der 4. Kreisklasse von vorne beginnen. Nach mehreren Aufstiegen spielte die Zweite Mannschaft des TSV Havelse ab 2009 in der Bezirksliga Hannover 2. Zur Saison 2012/13 wurde auch eine Dritte Mannschaft gemeldet, die in der 4. Kreisklasse Hannover-Land, Gruppe 5 antritt.

### Jugendmannschaften
Die männliche A-Jugend nahm 1984 an der deutschen Meisterschaft teil und schied im Viertelfinale gegen Concordia Hamburg aus. Vier Jahre später erreichte die B-Jugend die Endrunde um die deutsche Meisterschaft, wo bereits in der ersten Runde das Aus gegen Bayer 04 Leverkusen erfolgte. Die C-Junioren des TSV Havelse gewannen 2011 den DFB-Futsal-Cup durch einen 2:0-Sieg über den Karlsruher SC. Die A-Junioren erreichten in der Saison 2014/15 das Finale des Niedersachsenpokals und unterlagen dort dem Bundesliga-Nachwuchs von Hannover 96 knapp mit 0:1. Dieser Mannschaft gelang in derselben Saison die Meisterschaft in der A-Jugend-Regionalliga Nord und damit der Aufstieg in die U-19-Bundesliga. Dort wurde man Letzter und stieg direkt wieder ab. 2016/17 scheiterten die Havelser nach der Vizemeisterschaft in den Aufstiegsspielen gegen den Vertreter der Regionalliga Nordost, Chemnitzer FC. In der darauffolgenden Spielzeit 2017/18 wurde der TSV vorzeitig Meister und stand somit vorzeitig als Aufsteiger in die A-Junioren-Bundesliga fest.

### Frauenfußball
Der TSV Havelse besaß bis in das Jahr 2017 eine Abteilung für Frauenfußball. Die erste Frauenmannschaft schaffte im Jahre 2008 den Aufstieg in die drittklassige Regionalliga Nord und erreichte in der Saison 2012/13 mit der Vizemeisterschaft hinter der zweiten Mannschaft des VfL Wolfsburg die beste Platzierung. Im Jahre 2011 unterlag die Mannschaft im Finale des Niedersachsenpokals der TSG Burg Gretesch mit 1:3. Die zweite Mannschaft trat in der Landesliga an. Nach der Saison 2016/17 zog der TSV Havelse seine Frauenmannschaft aus finanziellen Gründen zurück. Die Spielerinnen wechselten geschlossen zum TSV Limmer.
Mit Tuğba Tekkal vom Hamburger SV und 1. FC Köln und Jugendnationalspielerin Kristin Demann vom 1. FFC Turbine Potsdam brachte der TSV Havelse zwei spätere Bundesligaspielerinnen hervor. Beim TSV Havelse spielte außerdem Filiz Koç, eine ehemalige türkische Nationalspielerin, die auch als Schauspielerin und Model tätig ist.

## Tennis
Der größte Erfolg der Tennisabteilung wurde 1994 erzielt, als die Herrenmannschaft die niedersächsische Hallenmeisterschaft gewann. Aktuell treten die erste Damenmannschaft in der Nordliga und die erste Herrenmannschaft in der Landesliga Niedersachsen an.